# Papiro 44
O Papiro 44 ({\displaystyle {\mathfrak {P}}}44) é um antigo papiro do Novo Testamento que contém fragmentos de Mateus (17:1-3.6-7; 18:15-17.19; 25:8-10) e João (9:3-4; 10:8-14; 12:16-18).